# Primera expedició de Tamerlà al Mogolistan el 1371
La primera expedició de Tamerlà al Mogolistan el 1371 fou una campanya militar feta per Tamerlà contra els jats (mogols) per prevenir nous atacs dels tumans de Mogolistan cap a Transoxiana. A la seva autobiografia Timur la considera la quarta pertorbació del seu regnat.
Poc després d'arribar al poder a Samarcanda, Tamerlà ja havia enviat a alguns amirs al Mogolistan, en dos grups successius que després s'havien unit i portaven un any operant a la regió (incloent tot l'hivern del 1370-1371) i finalment van tornar a Samarcanda portant amb ells els ramats dels jats i després de matar molts enemics i devastat molts pobles. Timur els va recompensar a tots sense dir res del que havia estat l'actuació el primer grup (estiu del 1370) resolt amb deixadesa (els amirs van desistir de seguir fins que van arribar els altres amirs amb mes empenta i es van ajuntar a ells).
Es creu que durant les revoltes de Musa Taychi'ut i Zinde Khusham Aparti (tardor i hivern del 1370), havien escrit al kan dels Jats o Mogolistan, que si avançava amb un exèrcit a Mawara al-Nahr, ells s'apoderarien de Timur i li entregarien el país (això recorda clarament els plans de la segona revolta). El Khan va reunir un exèrcit i va avançar cap a la regió. Timur quan ho va saber va sortir de Samarcanda i va avançar ràpid fins a Nekah per trobar als jats, però aquests, assabentats de la seva arribada i de que el plan dels rebels per apoderar-se de Timur havia fracassat, es van retirar.
Seria aleshores quan Zinde Khusham Aparti, després de ser perdonat, va arribar a la zona del Sihun (Yaxartes) i va convèncer a l'horda anomenada després de Timur de sotmetre’s a la seva autoritat i va portar als caps a la cort (els caps serien els amirs mogols Komze i Oreng Timur); com a recompensa li fou retornat el govern de Sheburghan mentre que el govern de la Horda de Timur (horda creada per Timur a la frontera del Mogolistan) fou conferit a Kepek Timur. Així aquests fets es datarien a finals de primavera o durant l'estiu del 1371.